# Saint-Fréjoux
Saint-Fréjoux is een gemeente in het Franse departement Corrèze (regio Nouvelle-Aquitaine) en telt 269 inwoners (2005). De plaats maakt deel uit van het arrondissement Ussel.

## Geografie
De oppervlakte van Saint-Fréjoux bedraagt 25,7 km², de bevolkingsdichtheid is 10,5 inwoners per km².
De onderstaande kaart toont de ligging van Saint-Fréjoux met de belangrijkste infrastructuur en aangrenzende gemeenten.

## Demografie
Onderstaande figuur toont het verloop van het inwonertal (bron: INSEE-tellingen).